# Tagaranna
Tagaranna (Duits: Taggarand) is een plaats in de Estlandse gemeente Saaremaa, provincie Saaremaa. De plaats heeft de status van dorp (Estisch: küla).
Tot in oktober 2017 lag Tagaranna in de gemeente Mustjala. In die maand ging Mustjala op in de fusiegemeente Saaremaa.

## Bevolking
Het dorp had 8 inwoners op 31 december 2011 en 11 inwoners op 31 december 2021.

## Ligging
Tagaranna ligt op de noordpunt van het schiereiland Ninase aan de noordkust van het eiland Saaremaa. De plaats heeft een kleine vissershaven.
Ten noorden en oosten van Tagaranna ligt een steile kust, die doorloopt langs het zuidelijke buurdorp Ninase. Het steile deel is ongeveer 1 km lang en 5 meter hoog en wordt zowel Tagaranna pank als Ninase pank genoemd. Het bestaat uit kalksteen en dolomiet en is rijk aan fossielen.

## Geschiedenis
Tagaranna werd pas voor het eerst genoemd omstreeks 1900 als nederzetting op het landgoed van Mustjala. Er was ook een herberg in het dorp. Visvangst was er een belangrijke bron van inkomsten.
De buurdorpen Ninase, Kugalepa en Merise maakten tussen 1977 en 1997 deel uit van Tagaranna.

## Foto's

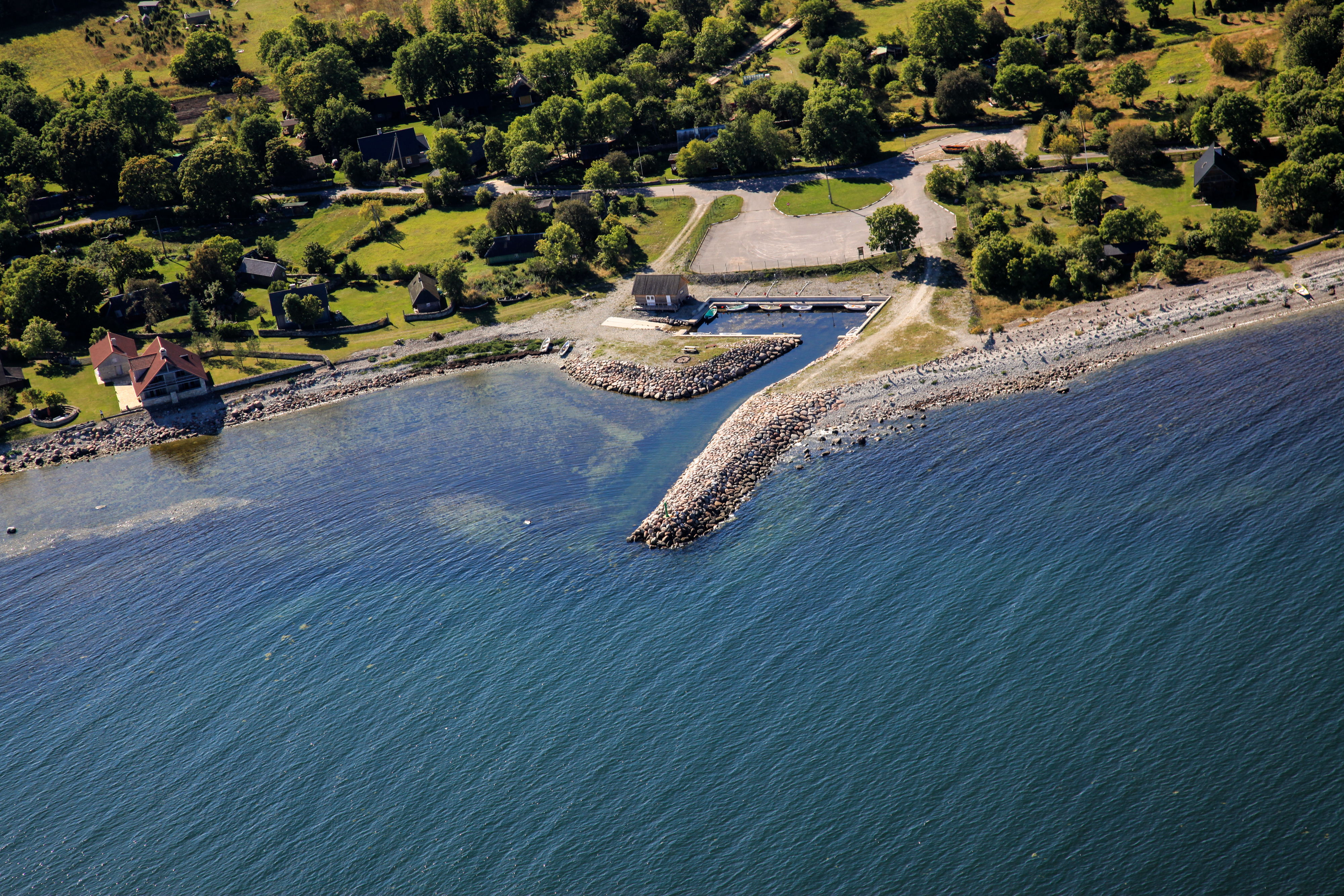
De haven van Tagaranna
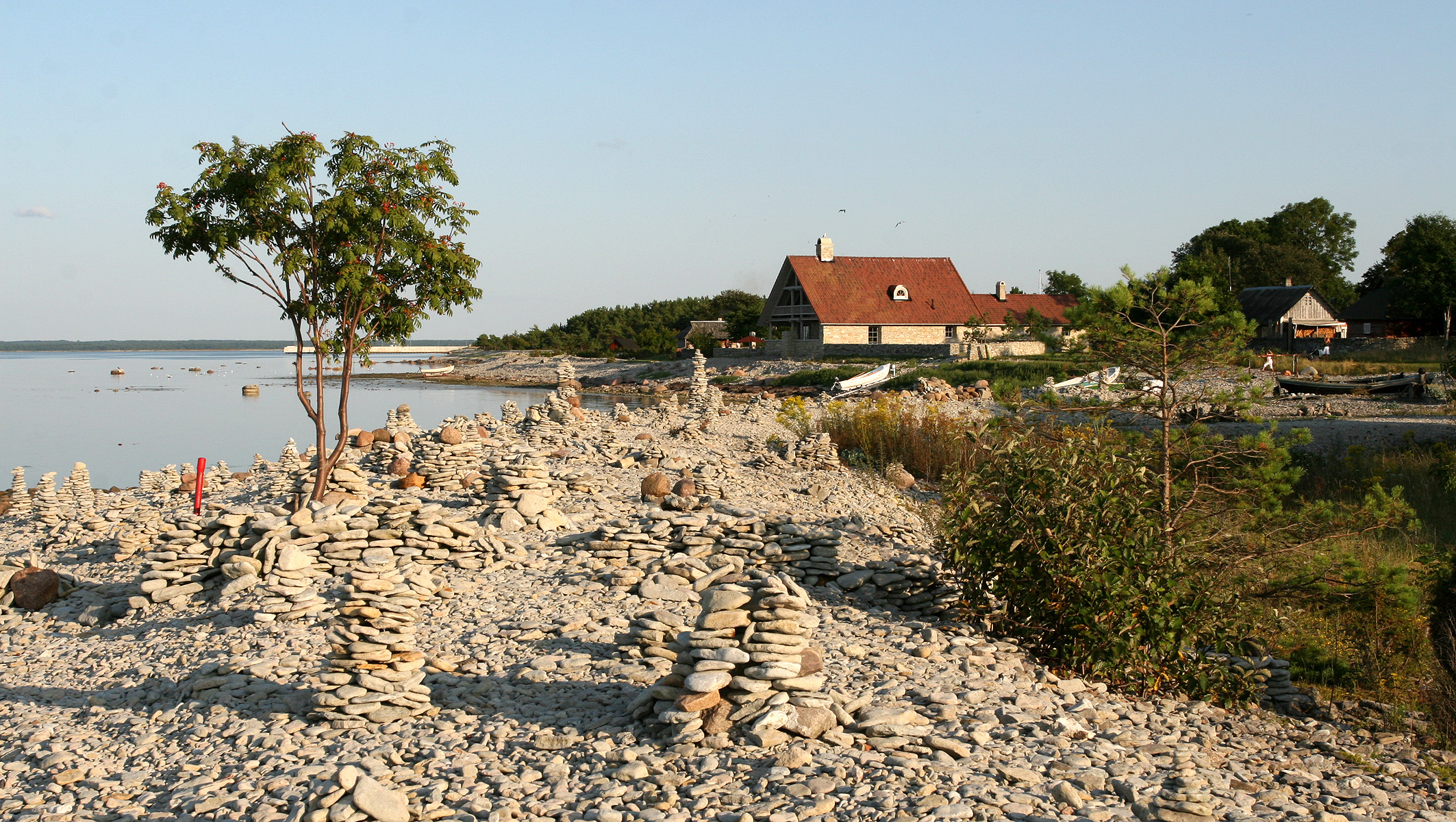
Aan de kust
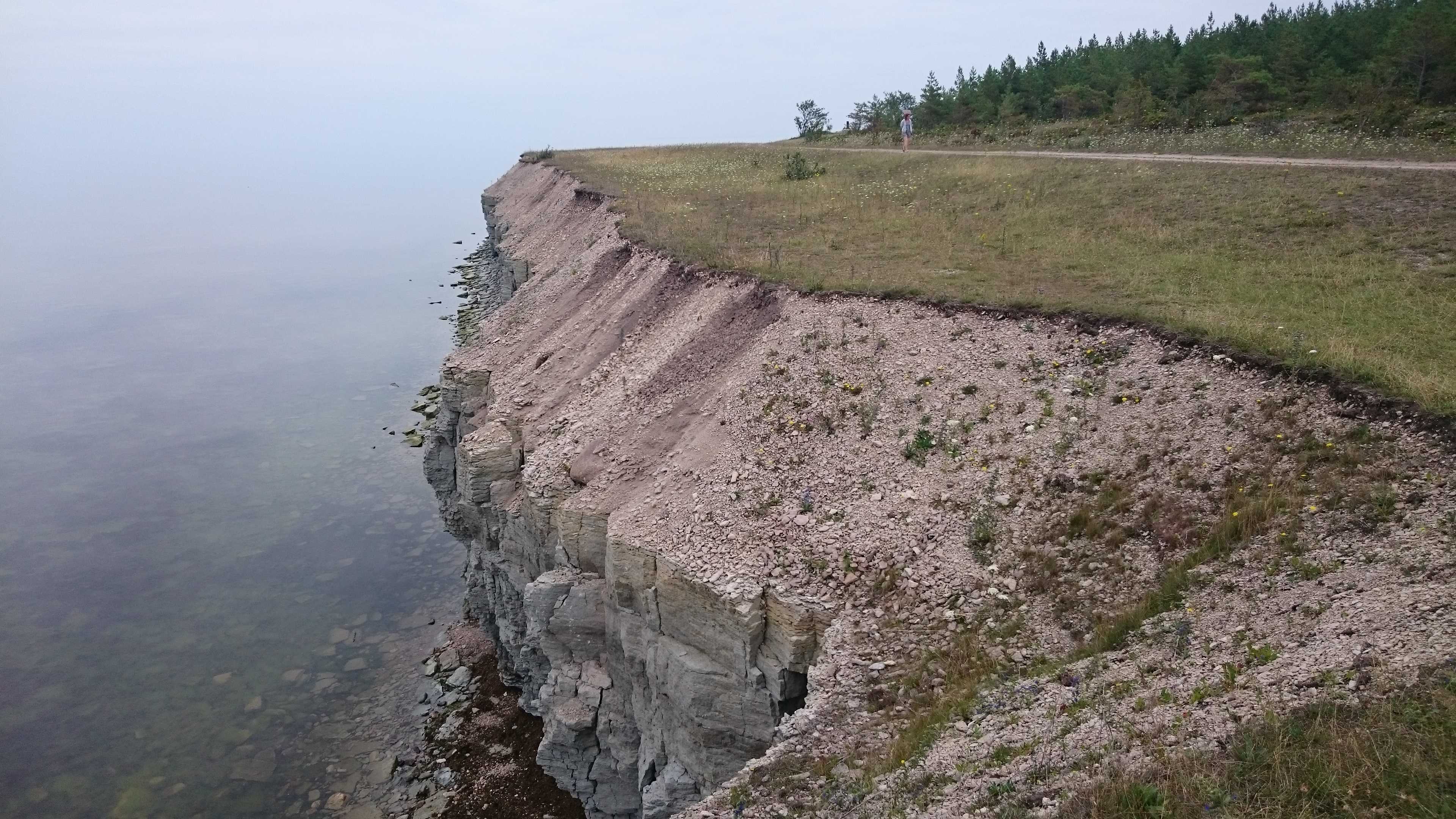
De steile kust
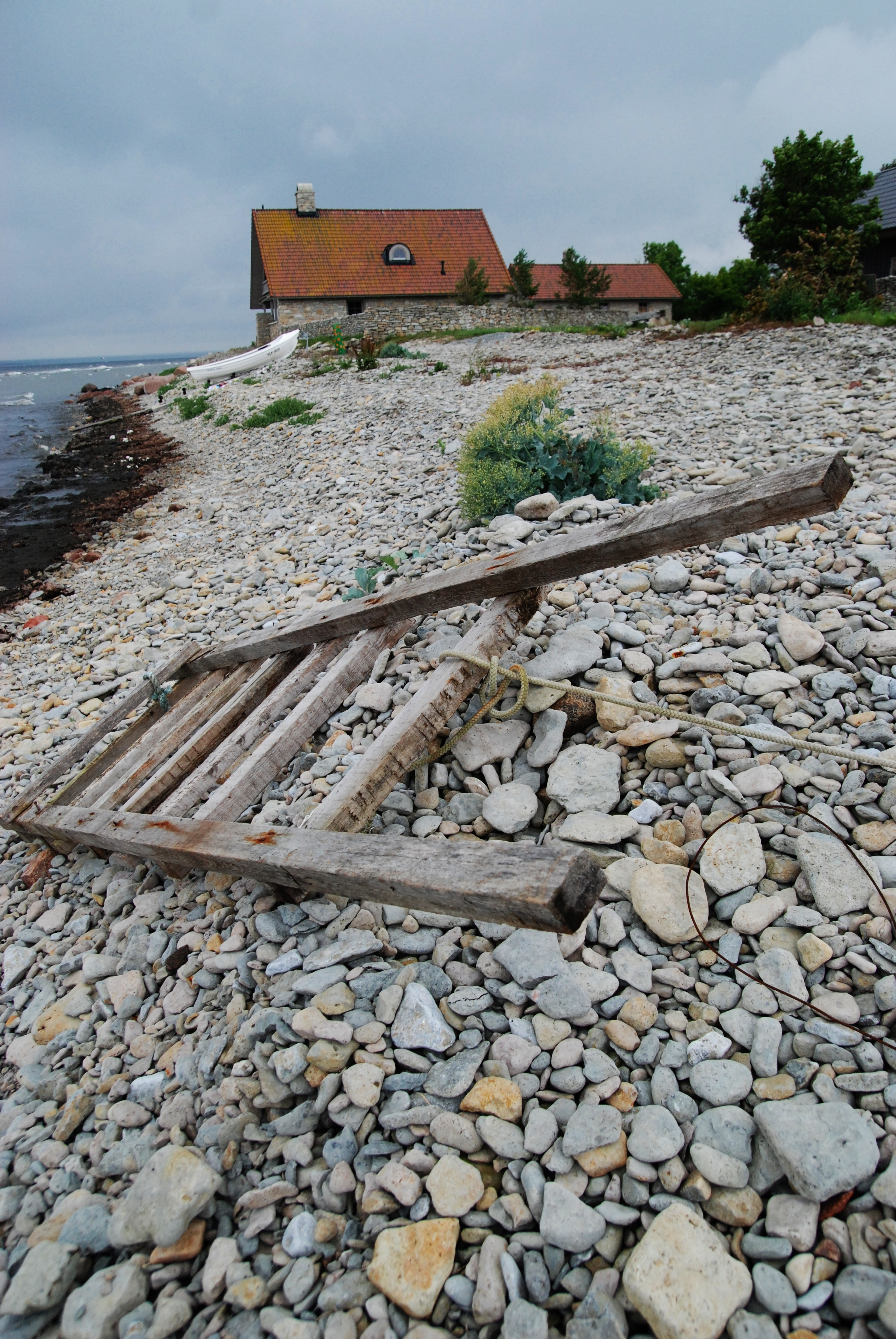
Steenstrand bij Tagaranna
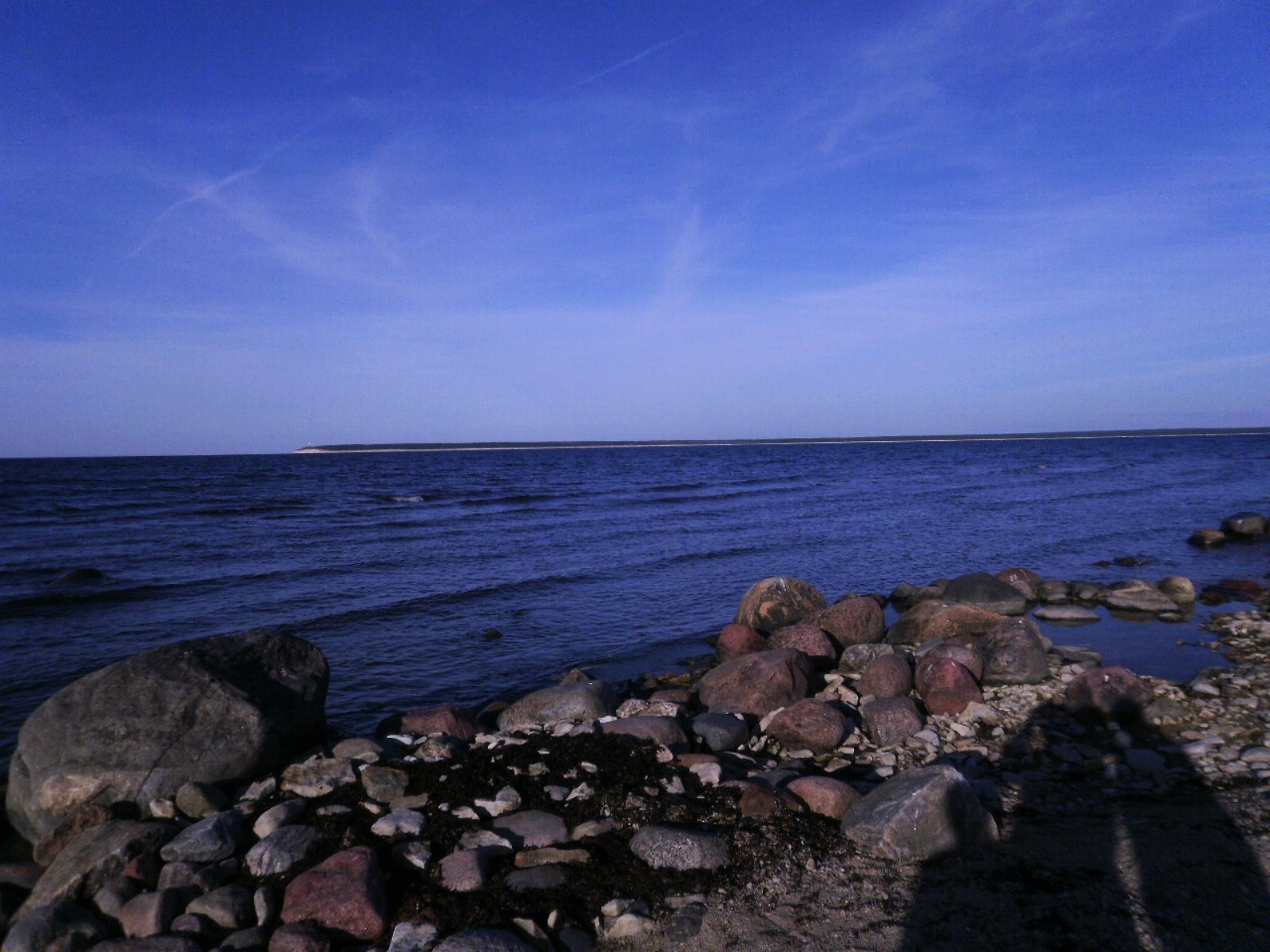
De zee bij Tagaranna